# Podgorje (Velebit)
Podgorje je predjel u Hrvatskoj. 

## Zemljopisni položaj i osobine
Prostire se s morske strane planine Velebita između grada Senja na sjeveru sve do rijeke Zrmanje na jugu. Oblikom je padina.
Ovu veliku padinu koja gleda na zapad i jugozapad poprečno presijecaju brojne drage. Izdizanjem Jadranskog mora zadnjih 10 tisuća godina dolnji dijelovi tih draga su potopljeni te su nastale uvale na kojima su plaže na kojima prevladava šljunak. Poznata je uvala Zavratnica. 

## Flora i fauna
Podgore je nekad bilo znatno šumovitije, no ljudskim je djelovanjem povećan udio travnjaka na nižim dijelovima. 

## Kultura
Senj ima bogatu starovjekovnu baštinu (Argyruntum, Lopsicae, Ortoplae), a iz prijelaza u srednji vijek, čak i bizantske tragove. Podgorski kraj svjedoči da je ovdje neka bila hrvatska srednjovjekovna glagoljaška književnost. Najbrojniji su sakralni i profani spomenici iz vojno-krajiškog razdoblja.

## Naselja
Naseljen je još od pretpovijesti.
Najvažnija naselja u Podgorju su Senj i Karlobag. Ostala naselja koja spadaju u Podgorje su Baške Oštarije, Barić Draga, Cesarica, Jablanac, Lukovo, Lukovo Šugarje, Klada, Prizna, Ribarica, Rovanjska, Seline, Starigrad, Stinica, Sveti Juraj i Tribanj.